# 7186 Tomioka
7186 Tomioka este un asteroid din centura principală de asteroizi.

## Descriere
7186 Tomioka este un asteroid din centura principală de asteroizi. A fost descoperit pe 26 decembrie 1991 la Kitami de Kin Endate și Kazuro Watanabe. El prezintă o orbită caracterizată de o semiaxă mare de 2,38 ua, o excentricitate de 0,14 și o înclinație de 9,3° în raport cu ecliptica.